# 修羅の花道
『修羅の花道』（しゅらのはなみち）は、2012年1月1日に公開された日本映画。奥田瑛二主演。カラー、ビスタ・サイズ、95分。続編はオリジナルビデオとして2012年3月に発売された。

## 解説
原作は山平重樹の『最強の経済ヤクザと呼ばれた男』で、モデルは稲川会二代目会長・石井隆匡。

## ストーリー
太平洋戦争が終わり、横須賀へ戻って来た石田隆匡（本宮泰風）は、舎弟の宮友廣志（倉見誠）ら不良仲間と暴れまわっていた。ある日、末次一派との喧嘩のケジメにひとり赴く石田隆匡。喧嘩をおさめた石田隆匡の目の前に現れたのは、いつか賭場で出会った押塚義八郎親分（片岡功）だった。押塚の侠気に惚れこんだ石田隆匡は押塚義八郎の若い衆になる。横須賀港の荷役を支配する押塚義八郎は朝鮮戦争の特需景気にのって勢力拡大、押塚組代貸・石田隆匡率いる石田グループがその中核を担っていった。そして、モロッコの辰（山口祥行）との交流を機に、井山喜人（松田優）から五分兄弟盃を申し込まれる。押塚義八郎は快く、石田隆匡を稲村角二（岡崎二朗）の元に送り出す。稲村角二は東京進出、銀座に稲村興業の看板を掲げ、鶴政会を結成。鶴政会の中核として石田組組長石田隆匡（奥田瑛二）一門も名を連ねた。稲村角二の実子・雄大（Koji）が渡世入りし石田隆匡に預けられる。のちに稲村会総裁となる稲村角二と盃を交わし、絶大な信頼のもと、組織の中核を担っていくことになる。

## キャスト
- 石田隆匡（押塚義八郎の若い衆→稲村角二の若い衆→五代目横須賀一家総長→稲村会二代目会長 / モデル・石井隆匡） - 本宮泰風・奥田瑛二
- 宮友廣志（石田隆匡の舎弟→六代目横須賀一家総長 / モデル・宮本広志） - 倉見誠・小沢仁志
- 押塚義八郎（押塚組組長 / モデル・石塚儀八郎） - 片岡功
- 稲村角二（鶴政会会長→錦政会会長→稲村会会長→稲村会総裁 / モデル・稲川角二） - 岡崎二朗
- 稲村雄大（稲村角二の実子） - Koji
- 井山喜人（横浜愚連隊四天王の一人、稲村角二の若い衆→石田隆匡と五分兄弟分→鶴政会幹部 / モデル・井上喜人） - 松田優
- 田口辰夫（モロッコの辰）（横浜愚連隊四天王の一人、稲村角二の若い衆 / モデル・出口辰夫） - 山口祥行
- 森喜一郎（横浜愚連隊四天王の一人、稲村角二の若い衆→稲村会最高顧問 / モデル・林喜一郎） - 哀川翔
- 加賀谷明良（加賀谷一家組長） - 山本昌平
- 須玉誉士夫（右翼の大物、稲村角二の心の師 / モデル・児玉誉士夫） - 千葉真一 ※特別出演
- ウラダコウイチ - 宮崎貴久
- クロサキジョウキチ - 大和啄也
- カワナミ（モロッコの舎弟→石田一門） - 河本タダオ
- 加賀谷一家組員 - 木村木

その他
- 媒酌人 - 村上和彦 ※特別出演
- ナレーション - 森羅万象

## スタッフ
- 監督：壷井詠二
- 製作：及川次雄（コンセプトフィルム）
- 企画：山本ほうゆう
- 原作：山平重樹「最強の経済ヤクザと呼ばれた男」（コアマガジン刊）
- プロデューサー：渋谷正一、山本芳久
- ラインプロデューサー：旭正嗣
- 脚本：村上和彦・土井泰昭
- 撮影：河中金美
- 録音：山口勉
- 編集：小川幸一
- 選曲効果：藤本淳
- 美術：中谷暢宏
- 制作担当：森田理生
- 監督助手：三嶋龍朗、塩入博之、藤原和貴
- 持道具：小林朋美
- スタイリスト：EIKI
- メイク：岩部杏子
- ガンエフェクト：浅生マサヒロ
- スチール：大崎正浩
- 制作進行：宮崎淳
- 車輌：長友雅史
- 制作協力：アスプロスドラーゴ
- 制作：メディア・ワークス
- 製作：コンセプトフィルム

## DVD
全2巻
- 修羅の花道（2012年2月17日リリース）
- 修羅の花道2（2012年3月16日リリース）